# Nils Björklöf
Nils Torolf Björklöf (* 12. April 1921 in Ingå; † 16. Juli 1987 in Stockholm, Schweden) war ein finnischer Kanute.

## Erfolge
Nils Björklöf gewann bei den Olympischen Spielen 1948 in London zwei Bronzemedaillen im Zweier-Kajak. Auf der 1000-Meter-Strecke qualifizierten er und Ture Axelsson sich zunächst als Gewinner ihres Vorlaufs für das Finale. Im Endlauf überquerten sie nach 4:08,7 Minuten die Ziellinie, 1,4 Sekunden hinter den siegreichen Schweden Hans Berglund und Lennart Klingström und 1,2 Sekunden hinter den zweitplatzierten Dänen Ejvind Hansen und Bernhard Jensen. Über die 10.000-Meter-Distanz belegten sie unter den 15 Startern ebenfalls am Ende den dritten Platz. In 46:48,2 Minuten blieben sie hinter Gunnar Åkerlund und Hans Wetterström aus Schweden und den Norwegern Ivar Mathisen und Knut Østby zurück.
Im selben Jahr wurde Björklöf gemeinsam mit Ture Axelsson in London im Zweier-Kajak über 500 Meter Weltmeister.